# Gerhard Adrian

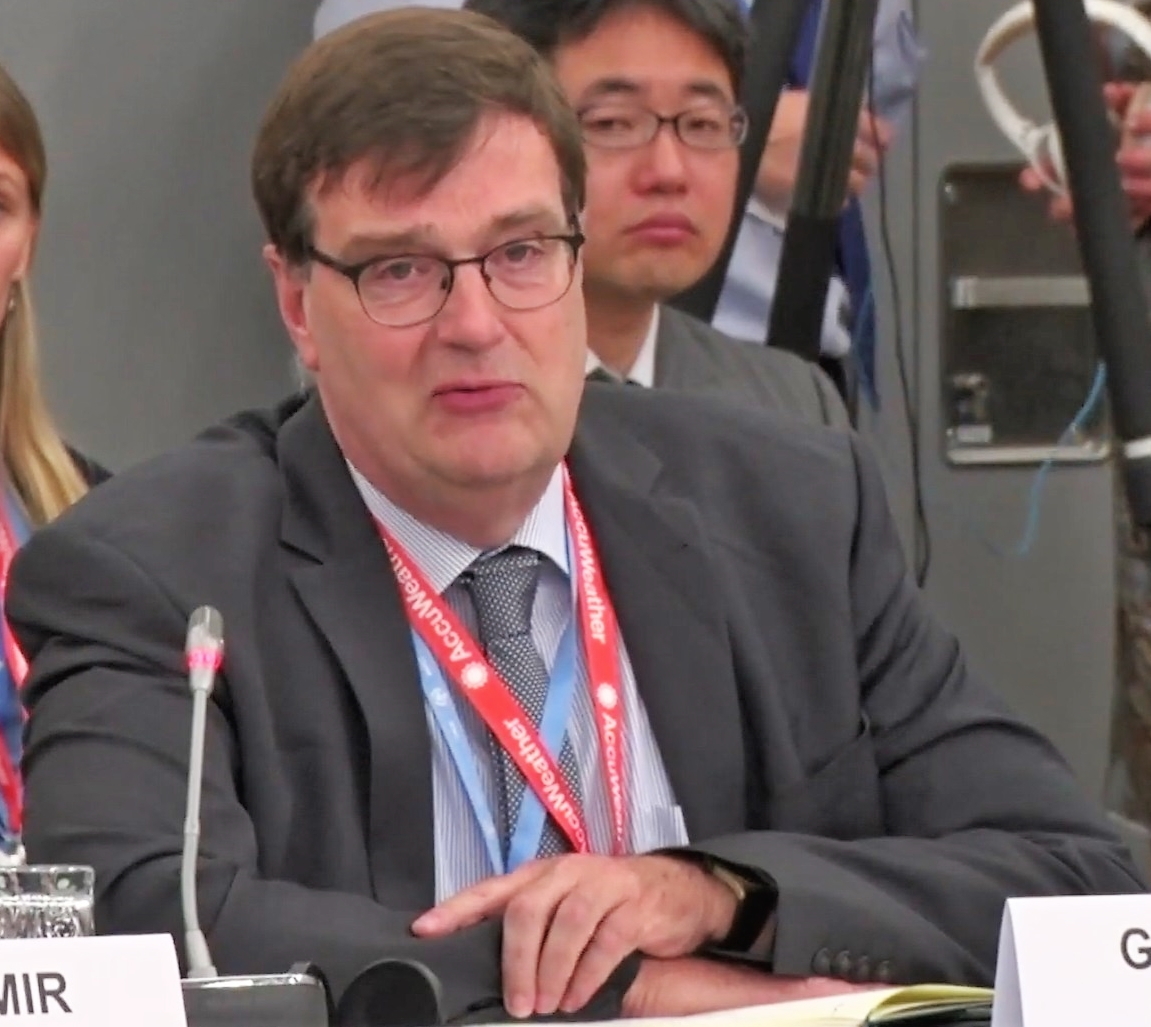
Gerhard Adrian, 2019

Gerhard Adrian (* 16. September 1956) ist ein deutscher Meteorologe. Er war von 2010 bis 2023 Präsident des Deutschen Wetterdienstes sowie von 2019 bis 2023 Präsident der Weltorganisation für Meteorologie.

## Ausbildung und Beruf
Adrian studierte Meteorologie an der Universität Karlsruhe von 1975 bis 1981. Danach folgte die Promotion, welche er 1985 abschloss. 1993 habilitierte er sich im Bereich der Meteorologie. Es schlossen sich Vertretungsprofessuren an der Universität Karlsruhe sowie der Universität Mainz an.
1999 ging Adrian zum Deutschen Wetterdienst als Leiter für Forschung und Entwicklung. 2006 wurde er zum Vizepräsidenten und 2010 zum Präsidenten und Vorsitzenden des Vorstandes und Vorstandssprecher des Deutschen Wetterdienstes ernannt. 2019 wurde Adrian zudem zum Präsidenten der Weltorganisation für Meteorologie (WMO) gewählt. Im Jahr 2023 trat er in den Ruhestand und seine vierjährige Amtszeit bei der WMO endete. Nachfolger wurde der Emirati Abdullah Ahmed Al Mandous.
Nach seinem Ausscheiden wurde ihm für das Jahr 2024 der International Meteorological Organization Prize (IMO-Prize) zuerkannt.